# Hačmaski rajon
Hačmaski rajon (azerski: Xaçmaz rayonu) je jedan od 66 azerbajdžanskih rajona. Hačmaski rajon se nalazi na sjeveroistoku Azerbajdžana na granici s Rusijom te na zapadnoj obali Kaspijskog jezera. Središte rajona je Hačmas. Površina Hačmaskog rajona iznosi 1.050 km². Hačmaski rajon je prema popisu stanovništva iz 2009. imao 159.245 stanovnika, od čega su 78.753 muškarci, a 80.492 žene.
Hačmaski rajon se sastoji od 70 općina.